# Buronzo
Buronzo (Burons /by'runs/ in piemontese) è un comune italiano di 870 abitanti della provincia di Vercelli in Piemonte.

## Storia

### Simboli
Lo stemma e il gonfalone del comune di Buronzo sono stati concessi con decreto del presidente della Repubblica del 13 dicembre 1957.
Il gonfalone è un drappo partito di giallo e di azzurro.

## Monumenti e luoghi d'interesse
- Castello

- Chiesa parrocchiale di Sant'Abbondio

- Chiesetta di San Rocco
- Chiesetta di San Giovanni

## Società

### Evoluzione demografica
Abitanti censiti

#### Infrastrutture e trasporti
La Stazione di Buronzo, posta lungo la ferrovia Santhià-Arona, fu attivata nel 1905 e dal 2012 risulta senza traffico per effetto della sospensione del servizio sulla linea imposta dalla Regione Piemonte.
Tra il 1890 e il 1933 Buronzo fu servito dalla tranvia Vercelli-Biella.

## Galleria d'immagini

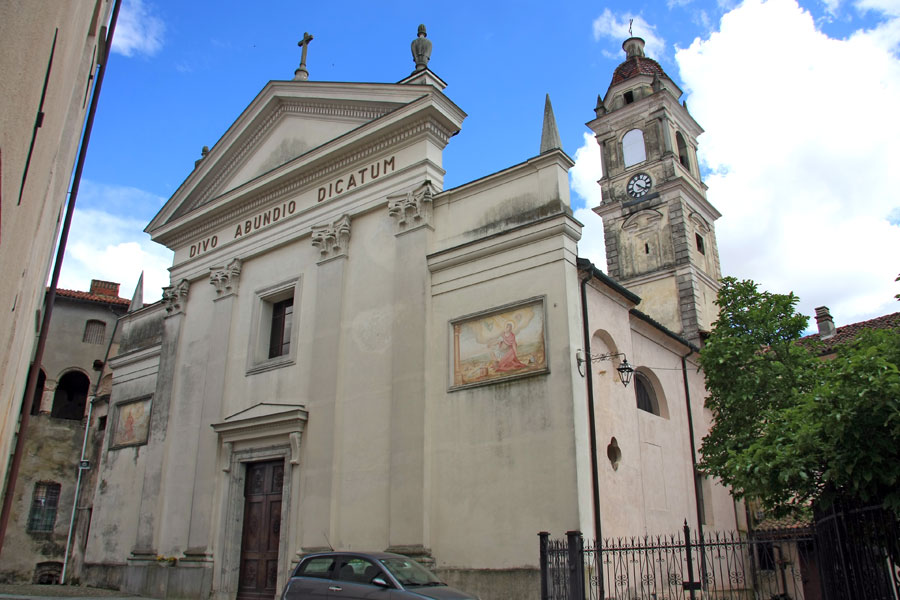
Chiesa parrocchiale
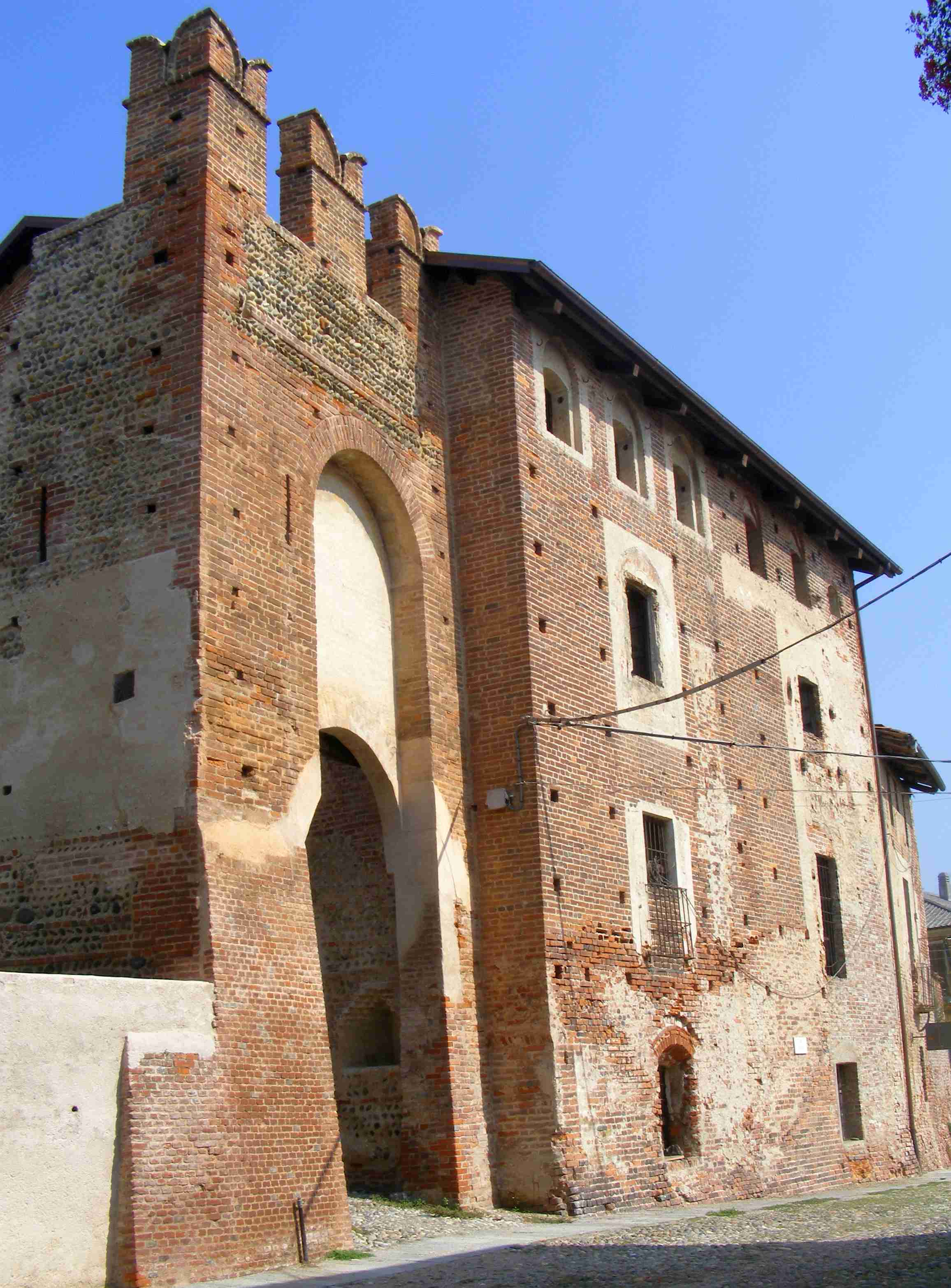
Scorcio del castello consortile
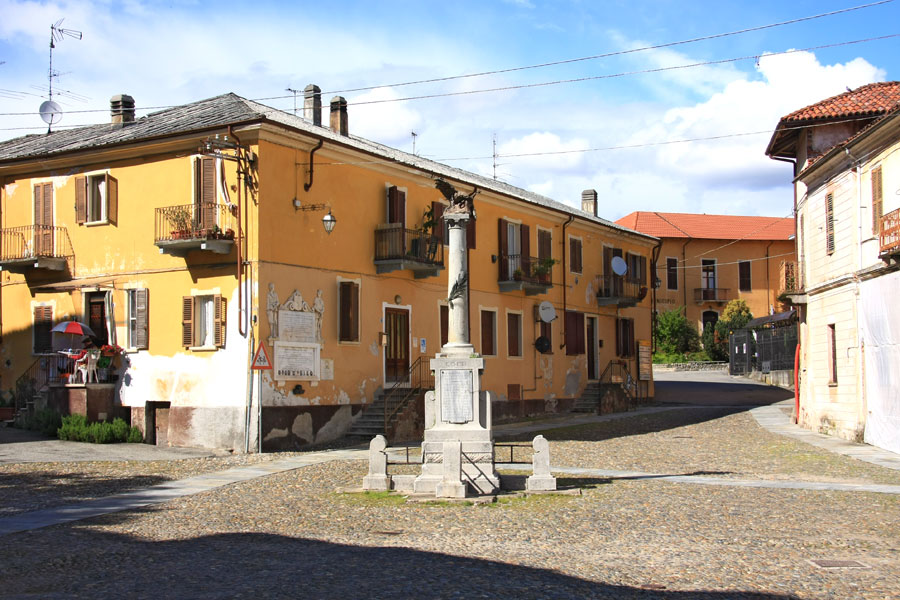
Piazza ai caduti
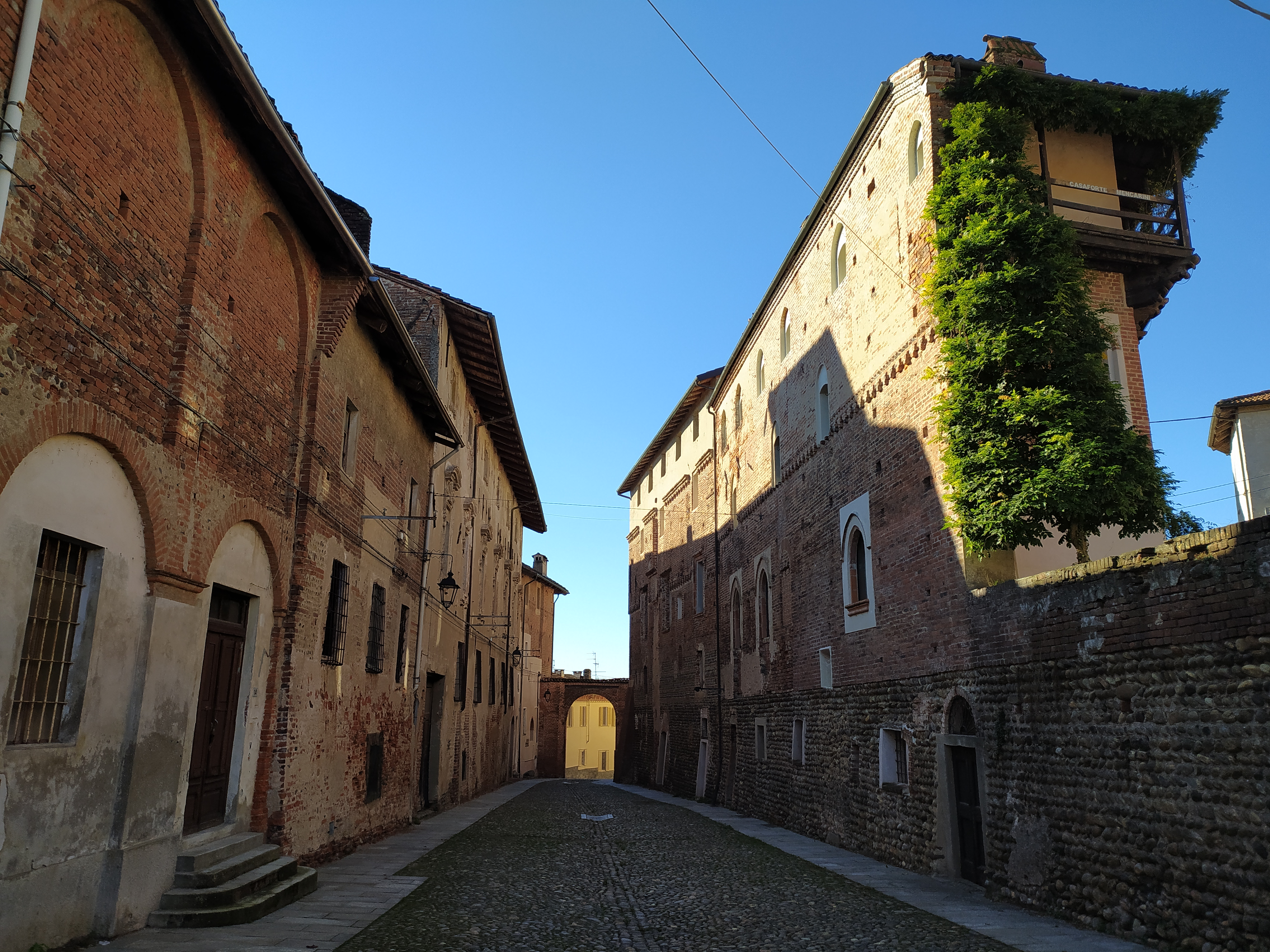
Via principale del Centro storico
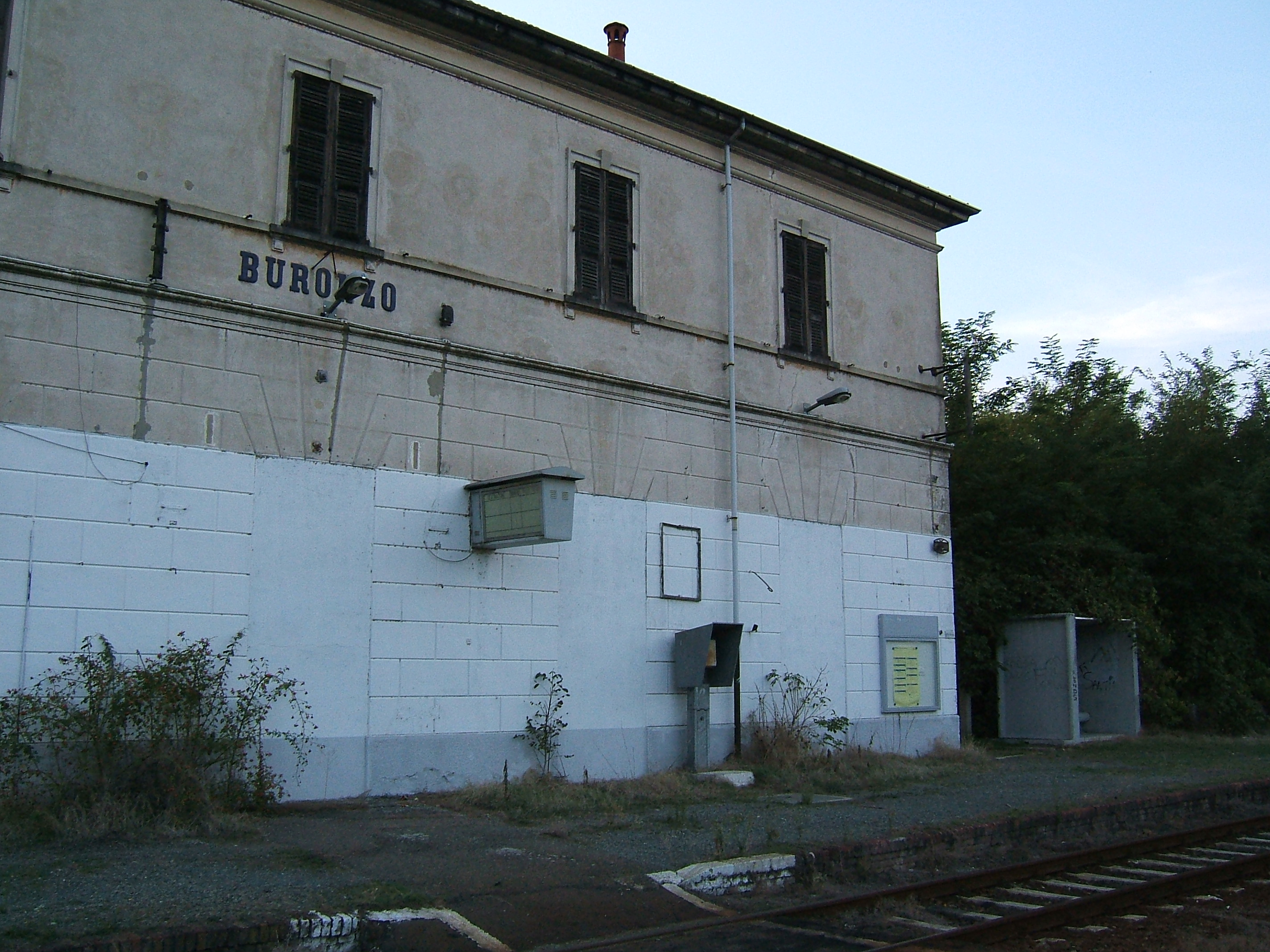
Stazione ferroviaria in disuso